# Western Force
O Western Force é um time profissional de rugby da cidade de Perth na Austrália franqueado ao Super Rugby fundado em 2005 e administrado pela Western Australia Rugby Union, jogando atualmente no Subiaco Oval.